# 桥头站 (辽宁省)
桥头站位于辽宁省本溪市平山区桥头镇，为沈丹铁路上的一个火车站。建于1905年。距离沈阳站97公里，丹东站180公里，隶属中国铁路沈阳局集团管辖。现为四等站。